# Schweizerische Gesellschaft für Kommunikations- und Medienwissenschaft
Die Schweizerische Gesellschaft für Kommunikations- und Medienwissenschaft (SGKM) befasst sich mit öffentlicher Kommunikation und mit Medien. Mitglieder sind Wissenschaftler sowie Lehrende an Universitäten, Fachhochschulen, Aus- und Weiterbildungsorganisationen oder Experten in der Medien- und Medienforschungspraxis sowie in Verbänden, Behörden und Verwaltungen. Präsidentin ist seit 2014 die Kommunikationswissenschaftlerin Diana Ingenhoff von der Universität Fribourg.

## Zweck
Die SGKM befasst sich mit der wissenschaftlichen Analyse öffentlicher Kommunikation, wobei die die sozialwissenschaftliche Ausrichtung im Vordergrund steht.
Der Verein bezweckt
- die Lehre und Forschung im Bereich der Kommunikations- und Medienwissenschaft in der Schweiz zu fördern und zu stärken;
- die gemeinsamen Interessen der schweizerischen Kommunikations- und Medienwissenschaft gegenüber politischen und wissenschaftlichen Behörden und Institutionen wahrzunehmen;
- Positionen der Kommunikations- und Medienwissenschaft öffentlich sichtbar zu machen;
- mit eigenen Veranstaltungen und Publikationen kommunikations- und medienwissenschaftliches Wissen zu verbreiten;
- gemeinsame Forschungsvorhaben an die Hand zu nehmen;
- Informationen über Arbeitsprogramme, Forschungsprojekte und Forschungsergebnisse auszutauschen;
- mit Institutionen und Organisationen verwandter Fachgebiete und der Praxis zusammenzuarbeiten.

## Fachgruppen
Die Fachgruppen treffen sich regelmässig und veranstalten eigene Tagungen. Derzeit gibt es folgende Fachgruppen:
- Journalismusforschung/Journalisme/Giornalism
- Medien- und Kommunikationsgeschichte/Histoire des médias et de la communication/ Storia dei media e della comunicazione
- Medienlinguistik/Linguistique des médias/ Linguistic dei media
- Medienmanagement, Medienökonomie/ Management des médias, économie des médias/ Management dei media, economia dei media
- Medienpädagogik, Mediensozialisation/Pédagogie des médias, Socialisation des médias/ Meda-Pedagogia, Medi-Socialisazione
- Methoden/ méthodes/ metodi
- Organisationskommunikation/ Communication des organisations/ Comunicazione organizzativa
- Politische Kommunikation/Communication politique/Comunicazione politica
- Publikums-, Rezeptions- und Wirkungsforschung/ Recherche de l’audience et des effets/ icerca del’auditorio e dei effete

## Publikationen und Kongresse
Seit 2007 gibt die Gesellschaft in Kooperation mit der Facoltà di scienze della comunicazione dell’Università della Svizzera italiana die Zeitschrift "Studies in Communication Sciences" (SComS) heraus.
Jährlich lädt die SGKM zur Jahrestagung mit einem Schwerpunktthema ein.

## Dozierendenrat
Der Dozierendenrat besteht aus Professoren und Dozenten im Bereich Kommunikations- und Medienwissenschaft, die an schweizerischen Universitäten und Fachhochschulen lehren und Mitglieder der SGKM sind.
Dem Dozierendenrat obliegt:
a) gemeinsame Fragen der Lehre, der Forschung, der Dienstleistung und der Nachwuchsförderung zu diskutieren;
b) den Informationsfluss über Veränderungen der Curricula und der Lehrmethoden sicherzustellen;
c) zwischen den Instituten zu koordinieren und die bilaterale und multilaterale Zusammenarbeit zu fördern;
d) den Studierendenaustausch und die gegenseitige Anerkennung von Leistungsnachweisen zu gewährleisten;
e) Anliegen für die Interessenvertretung des Faches gegenüber den politischen und wissenschaftlichen Behörden in die SGKM hineinzutragen.